# أندي ستيوارت (لاعب كرة قاعدة)
أندي ستيوارت (بالإنجليزية: Andy Stewart)‏ هو لاعب كرة قاعدة أمريكي، ولد في 5 ديسمبر 1970 في أوشاوا في كندا.

## وصلات خارجية
- أندي ستيوارت على موقعبيزبول رفرنس.كوم (الدوري الرئيسي) (الإنجليزية)
- أندي ستيوارت على موقع أوليمبيديا (الإنجليزية)